# Angela Voigt
Angela Voigt (nata Schmalfeld; Weferlingen, 18 maggio 1951 – Magdeburgo, 11 aprile 2013) è stata una lunghista tedesca.
In carriera ha vinto un titolo olimpico alle Olimpiadi di Montreal 1976, un argento europeo nel 1978 e uno europeo indoor nel 1974.

## Palmarès
| Anno | Manifestazione | Sede              | Evento         | Risultato | Misura | Note |
| ---- | -------------- | ----------------- | -------------- | --------- | ------ | ---- |
| 1974 | Europei indoor | Göteborg          | Salto in lungo | Argento   | 6,56 m |      |
| 1974 | Europei        | Roma              | Salto in lungo | 4ª        | 6,56 m |      |
| 1976 | Europei indoor | Monaco di Baviera | Salto in lungo | 4ª        | 6,32 m |      |
| 1976 | Olimpiadi      | Montréal          | Salto in lungo | Oro       | 6,72 m |      |
| 1978 | Europei        | Praga             | Salto in lungo | Argento   | 6,79 m |      |

## Altre competizioni internazionali
1973
- Coppa Europa di atletica leggera ( Edimburgo)

1975
- Coppa Europa di atletica leggera ( Nizza)